# Staro seło (obwód Wraca)
Staro seło (bułg. Старо село) – wieś w Bułgarii, w obwodzie Wraca, w gminie Mezdra. Według danych szacunkowych Ujednoliconego Systemu Ewidencji Ludności oraz Usług Administracyjnych dla Ludności, 15 września 2023 roku miejscowość liczyła 95 mieszkańców. Nazwa miejscowości pochodzi od tego, że była najstarszą w rejonie.

## Osoby związane z miejscowością

### Urodzenie
- Wasił Wasilew (1933) – bułgarski generał-półkownik